# François-Henri de Virieu (1754-1793)
Pour les articles homonymes, voir François-Henri de Virieu (homonymie) et Virieu (homonymie).
Pour les autres membres de la famille, voir Famille de Virieu.
François-Henri, marquis de Virieu, né le 13 août 1754 à Grenoble et mort au combat le 9 octobre 1793 à Lyon, est un militaire et homme politique français, d'abord favorable aux idées de la Révolution française, il la combattit par la suite. Le journaliste François-Henri de Virieu est l'un de ses descendants directs.

## Biographie
Fils du comte Louis-François-René de Virieu, colonel des grenadiers de France, et petit-fils de Louis II du Bouchet de Sourches, il fit ses études au collège d'Harcourt, entra dans les mousquetaires gris le 21 décembre 1768, devint lieutenant d'infanterie en 1770, capitaine en 1772, colonel en second du régiment de Monsieur en 1780, et colonel en premier du régiment de Limousin le 12 mars 1786.
D'une grande vivacité d'esprit et d'une instruction peu commune, il s'associa sans réserve au mouvement de réforme dont le Dauphiné fut le théâtre, et, après les troubles du 10 mai 1788, fut envoyé à Versailles pour y exposer les faits. Il obtint la convocation de l'assemblée provinciale, mais ne put assister ni à la réunion de Vizille, ni à celle de Romans.
Élu, le 4 janvier 1789, député de la noblesse du Dauphiné aux États généraux, il fut l'un des premiers de son ordre à se réunir au tiers (25 juin), et fut nommé membre du comité de constitution, puis du comité d'information. Pendant les deux nuits des 13 et 14 juillet 1789, le bruit courut à Versailles que des canons étaient braqués contre l'Assemblée, un membre prétendit même qu'il sentait l'odeur de la poudre, à quoi Virieu répondit que la poudre n'avait d'odeur que lorsqu'elle était brûlée. Le 8 août, il appuya la Déclaration des droits de l'homme, et demanda, le 4, la suppression des droits de colombier. Il parla sur le l'envoi des ministres[incompréhensible], combattit les tribunaux extraordinaires, soutint le pouvoir et les prérogatives royales, parla sur les deux Chambres, et demanda le veto. Il souleva à ce propos un grand tumulte dans l'Assemblée. Il proposa ensuite de fixer à trois ans la durée de la législature, et prononça peu après un discours sur l'impôt des privilégiés. Élu trésorier de la contribution patriotique et membre du comité des monnaies, il vota l'adoption du plan de Necker, proposa de faire de la propriété la base des élections, de réduire à sept le nombre des administrateurs de district, et, à propos de l'éligibilité des non-catholiques, demanda le rappel à l'ordre de Robespierre. Il réclama la mention, au procès-verbal, des pétitions contre la suppression des ordres religieux, s'opposa aux travaux du comité de recherches, fut l'un des fondateurs du club des Impartiaux, proposa de décréter la religion catholique religion nationale.
Il fut élu président de l'Assemblée constituante le 27 avril 1790. Mais son discours, dans lequel il interprétait à sa manière le nouveau serment des députés, ayant soulevé des protestations, il quitta la présidence.
Il demanda pour le roi le droit de paix et de guerre, réclama contre une dénonciation de la municipalité de Poitiers contre le club des Impartiaux, parla contre la Constitution civile du clergé et l'abolition de la noblesse, demanda des poursuites contre les députés impliqués dans l'affaire du 6 octobre, combattit la substitution du pavillon tricolore au drapeau blanc, fit un discours en faveur des émigrés et contre la réunion à la France du Comtat-Venaissin, s'éleva contre les Sociétés populaires politiques, et fit approuver la conduite des habitants de Paris au moment de la fuite du roi.
Grâce à sa tante, Mme de Tourzel, gouvernante des enfants de France, il entretint constamment des relations suivies avec les Tuileries, et, sur l'ordre de Mme Elisabeth, fit un voyage à Coblentz pour éclairer les émigrés et les princes sur le véritable état de la France. Il signa les protestations des 12 et 15 septembre 1791 contre les actes de l'Assemblée, et, en mai 1792, accompagna Madame à Turin, puis se rendit à Lyon.
Il prit une part active à la journée du 29 mai 1793, qui substitua une municipalité royaliste à la municipalité républicaine, chercha à lier l'insurrection lyonnaise aux mouvements fédéralistes du Midi, refusa de Précy un commandement supérieur, et se contenta de remplacer, après sa mort, M. de Chenelette à la Croix-Rousse.
Dans la nuit du 8 au 9 octobre 1793, la trahison et la famine ayant rendu la lutte impossible, il voulut sortir de Lyon ; mais sa troupe assaillie par des forces supérieures fut décimée, et lui-même fut tué, à l'embranchement du chemin de Saint-Cyr et de celui de Collonges, à l'endroit où fut élevée depuis une croix de mission.
Marié à Elisabeth Digeon de Monteton, dame pour accompagner Madame Sophie et sœur de Philippe Digeon de Monteton, il est le père de Stéphanie de Virieu, le grand-père d'Octavien de Quinsonas et l'ancêtre de François-Henri de Virieu.

## Franc-maçonnerie
Franc-maçon, il fait partie de  la loge « La Parfaite union » où il est un temps officier en tant qu'orateur. Il intègre par la suite la Stricte observance templière où il participe au convent des Gaules. Il devient commandeur de Grenoble en 1778. Il ne parvient pas à créer une loge du rite à Paris, il est toutefois « Grand Profès », grade sommital du rite sous le nom d'« Hapricus a circulis ». Il participe au convent de Wilhelmsbad en 1782 qui fonde le Rite écossais rectifié, comme député de la IIe province (d'Auvergne) avec son ami Jean-Baptiste Willermoz. Il est membre des Chevaliers bienfaisants de la Cité sainte (CBCS) jusqu'au milieu de 1789, il se détache alors de ses amis lyonnais du Rite écossais rectifié, devenus principalement jacobins.
Sa participation, en tant que franc-maçon  au convent de Wilhelmsbad, permet à Charles-Albert Costa de Beauregard député conservateur monarchiste et catholique, de lui prêter dans son roman des mots qui dénonce un complot en cours en état d'avancement tel que « ni la monarchie ni l'Église ne pourraient en réchapper ».